# Skellig Michael
Skellig Michael (irski Sceilig Mhichíl za "Mihovilova stijena"), poznat i kao Veliki Skellig, je veći od dva strma kamena otoka u Atlantiku, oko 12 km od obale pokrajine Kerry u jugozapanoj Irskoj. Na njemu je u 7. stoljeću osnovan gelski samostan i otok je bio središte irskih monaha punih 600 godina. Samostan koji se nalazi na vrhu otočke stijene, visine 230 metara, upisan je 1996. godine na UNESCO-ov popis mjesta svjetske baštine u Europi kao jedan od najpoznatijih, ali i najnepristupačniji samostan u Europi. 
Zajedno sa susjednim otokom, Malim Skelligom, Skellig Michael je važan rezervat prirode gdje se gnijezde mnoge morske ptice kao što su: Bluna, Fulmarus, Galebovi Kittiwake, Mala njorka, Atlantski tupik, Strakoš i Mali zovoj.

## Povijest
Samostan je osnovan u 7. stoljeću, a nakon što su ga 823. godine poharali Vikinzi značajno je proširen i utvrđen. Početkom 10. stoljeća izgrađena je nova kapela, ali na otoku nikada nije bilo mnogo monaha, najvjerojatnije najviše 12 monaha i opat. U 12. stoljeću monasi su napustili njegov samostan i preselili se u augustinski samostan u Ballinskelligsu na kopnu.
U 16. stoljeću Skellig Michael je postao popularno hodočasničko mjesto, ali nikada nije više imao trajne stanovnike. Dva svjetionika su izgrađena u 19. stoljeću, ali svjetlioničari su se na njima samo izmjenjivali, nikada stanovali. veći svjetionik i danas radi, a obnovljen je 1960-ih, a automatiziran 1980-ih.
God. 1986. osnovan je turistički biro, ali je ograničen broj posjetitelja na otoku zbog opasnosti od uništavanja kamenih stuba koji vode do samostana. God. 2008. UNESCO je zamjerio irskom uredu za javne radove, koja je provodila anastilističku obnovu samostana, da su nedovoljno istražili i dokumentirali lokalitet prije obnove, te da u obnovi nije iskorišteno dovoljno izvorne građe
Na otoku su snimane ključne scene iz Ratova zvijezda: Sila se budi i Ratova zvijezda: Epizode VIII.

## Odlike
Do terasastog samostana se može doći samo trima strmim stubištima uklesanima u stijene, koja polaze od tri različita pristaništa, ali se završavaju na istom mjestu, kod tzv. "Kristove doline", udolini izeđu tri vrha. Monasi su živjeli u skromnim kamenim nastambama u obliku košnica (clochán) koje su izgrađene na gotovo okomitim otočkim liticama. One su imale i do 2 m debele zidove, kvadratičan tlocrt i kupolaste krovove. Mnoge su imale malene procijepe između kamenja, ali ne prozore. Samostan se sastoji od šest clochana, dva oratorija, 31 ranokršćanske nadgrobne ploče, monolitskog križa i Crkve sv. Mihovila iz 13. stoljeća. Unutarnje i vanjske samostanske zidine nemaju velike otvore i na sjevernom dijelu oblikuju eliptični oblik samostanskog vrta. Na masivnom južnom zidu nalazi se srednjovjekovni zahod, izgrađen iznad visoke otočke litice.
Šturi uvjeti života u samostanu ilustriraju asketski način života koji su prakticirali irski ranokršćani. Upravo zbog njegove zabačenosti samostan je ostao lišen posjetitelja i tako podobro očuvan. 

## Vanjske poveznice
- Podrobne informacije (engl.)
- Galerija fotografija  Arhivirana inačica izvorne stranice od 29. ožujka 2021. (Wayback Machine)